# Todd Rundgren's Johnson
Todd Rundgren's Johnson è un album in studio del musicista statunitense Todd Rundgren, pubblicato nel 2011.

## Il disco
Si tratta di un album tributo al musicista blues Robert Johnson, pubblicato in occasione dei cento anni dalla sua nascita.

## Tracce
Testi e musiche di Robert Johnson, eccetto dove indicato.
1. Dust My Broom – 2:45
2. Stop Breakin Down – 3:52
3. Kindhearted Woman Blues – 3:08
4. Walking Blues (Son House) – 3:24
5. Love in Vain – 3:42
6. Last Fair Deal Gone Down – 2:53
7. Sweet Home Chicago – 5:19
8. They're Red Hot – 2:38
9. Come On in My Kitchen – 2:58
10. Hellhound on My Trail – 3:28
11. Traveling Riverside Blues – 2:58
12. Crossroads Blues – 3:06

## Formazione
- Todd Rundgren – voce, strumenti
- Kasim Sulton – basso